# Sergey Radchenko
Sergey Radchenko (russisch Сергей Сергеевич Радченко Sergei Sergejewitsch Radtschenko; * 1980) ist ein in der Sowjetunion geborener britisch-russischer Historiker und lehrt als Wilson E. Schmidt Distinguished Professor an der School of Advanced International Studies der Johns Hopkins University. Seine Forschungsgebiete sind der Kalte Krieg, Geschichte der Nuklearwaffen, sowie die russische und chinesische Außen- und Sicherheitspolitik. 

## Leben und Werk
Sergey Radchenko stammt von der Insel Sachalin in Russland. Er verbrachte seine ersten Lebensjahre in Russland und den Vereinigten Staaten und studierte in den USA, Hongkong und London. Im Jahr 2001 erwarb er seinen Abschluss an der London School of Economics and Political Science und promovierte dort in Internationaler Geschichte. Anschließend arbeitete er an der Nationaluniversität der Mongolei, an der Pittsburg State University in den Vereinigten Staaten, an der London School of Economics und an der University of Nottingham Ningbo China. Im Jahr 2014 zog Radchenko nach Wales und nahm eine Stelle an der Aberystwyth University und später an der Cardiff University an. Er war zudem als Global Fellow und Public Policy Fellow am Woodrow Wilson International Center for Scholars und als Zi Jiang Distinguished Professor an der Pädagogischen Universität Ostchina in Shanghai tätig. Seit 2021 lehrt Radchenko als Wilson E. Schmidt Distinguished Professor an der School of Advanced International Studies der Johns Hopkins University. Außerdem ist er Mitglied des Henry A. Kissinger Center for Global Affairs.
Seine Fachgebiete sind die Geschichte des Kalten Krieges, chinesisch-russische Beziehungen, sowie die Außenpolitik Chinas und Russlands. Er veröffentlicht regelmäßig Artikel in den Zeitschriften Foreign Policy, Foreign Affairs und The Spectator.
Im April 2024 veröffentlichte er zusammen mit dem Politikwissenschaftler Samuel Charap eine Studie über Verhandlungen zwischen Russland und der Ukraine zu Beginn des Russischen Überfalls im Jahr 2022 in der Fachzeitschrift Foreign Affairs.

## Auszeichnungen
- 2025: Lionel Gelber Prize für To Run the World[6]

## Ausgewählte Schriften
Monographien
- To Run the World. The Kremlin’s Cold War Bid for Global Power. Cambridge University Press, Cambridge 2024, ISBN 978-1-108-47735-2, doi:10.1017/9781108769679. Rezensiert u. a. von John Lewis Gaddis[7], Casey Michel[8], Edward Luce[9] und Rodric Braithwaite[10][11], sowie von mehreren Historikern im Rahmen einer Roundtable[12].
- Unwanted Visionaries. The Soviet Failure in Asia at the End of the Cold War. Oxford University Press, Oxford 2014, ISBN 978-0-19-993877-3.
- Two Suns in the Heavens. The Sino-Soviet Struggle for Supremacy, 1962–1967. Woodrow Wilson Center Press/Stanford University Press, Washington, D.C./Stanford 2009, ISBN 978-0-8047-5879-6.
- mit Campbell Craig: The Atomic Bomb and the Origins of the Cold War. Yale University Press, New Haven 2008, ISBN 978-0-300-11028-9.

Essays und Artikel
- Fear and Resentment in the Kremlin - How Putin’s Grievances Fueled Renewed Instability in Europe. In: Horizons. Nr. 29, Winter 2025.
- The Vietnam War and the Sino-Soviet Split. In: Lien-Hang T. Nguyen, Andrew Preston (Hrsg.): Escalation and Stalemate (= The Cambridge History of the Vietnam War. Band 2). Cambridge University Press, Cambridge 2024, ISBN 978-1-316-22526-4, S. 529–548, doi:10.1017/9781316225264.030.
- mit Samuel Charap: The Talks That Could Have Ended the War in Ukraine. In: Foreign Affairs. 16. April 2024.
- mit Vladislav Zubok: Blundering on the Brink. The Secret History and Unlearned Lessons of the Cuban Missile Crisis. In: Foreign Affairs. Band 102, Nr. 3, Mai/Juni 2023, S. 44–63.
- Putin’s Histories. In: Contemporary European History. Band 32, Nr. 1, Februar 2023, S. 57–60, doi:10.1017/S0960777322000777.
- Mikhail Gorbachev. The Anatomy of New Thinking. In: Nuno P. Monteiro, Fritz Bartel (Hrsg.): Before and After the Fall. World Politics and the End of the Cold War. Cambridge University Press, Cambridge 2021, ISBN 978-1-108-84334-8, S. 45–61, doi:10.1017/9781108910194.004.
- “Nothing but humiliation for Russia”: Moscow and NATO’s eastern enlargement, 1993–1995. In: Journal of Strategic Studies. Band 43, Nr. 6–7, 2020, S. 769–815, doi:10.1080/01402390.2020.1820331.
- The Sino–Russian relationship in the mirror of the Cold War. In: China International Strategy Review. Band 1, 2019, S. 269–282, doi:10.1007/s42533-019-00030-x.
- mit Campbell Craig: MAD, not Marx: Khrushchev and the nuclear revolution. In: Journal of Strategic Studies. Band 41, Nr. 1–2, 2018, S. 208–233, doi:10.1080/01402390.2017.1330683.
- The Rise and the Fall of the Sino-Soviet Alliance 1949–1989. In: Norman Naimark, Silvio Pons, Sophie Quinn-Judge (Hrsg.): The Socialist Camp and World Power 1941–1960s (= The Cambridge History of Communism. Band 2). Cambridge University Press, Cambridge 2017, ISBN 978-1-107-59001-4, S. 243–268.
- India and the end of the Cold War. In: Artemy M. Kalinovsky, Sergey Radchenko (Hrsg.): The End of the Cold War and the Third World. New perspectives on regional conflict. Routledge, London 2011, ISBN 978-0-415-60054-5, S. 173–191.
- The Sino-Soviet split. In: Melvyn P. Leffler, Odd Arne Westad (Hrsg.): Crises and Détente (= The Cambridge History of the Cold War. Band 2). Cambridge University Press, Cambridge 2010, ISBN 978-1-107-60231-1, S. 349–372, doi:10.1017/CHOL9780521837200.018.
- Fehlwahrnehmungen in den chinesisch-sowjetischen Krisen 1966 bis 1969. In: Bernd Greiner, Christian Th. Müller, Dierk Walter (Hrsg.): Krisen im Kalten Krieg. Hamburger Edition, Hamburg 2008, ISBN 978-3-936096-95-8, S. 343–368.

Als Herausgeber
- mit Artemy M. Kalinovsky: The End of the Cold War and the Third World. New perspectives on regional conflict. Routledge, London 2011, ISBN 978-0-415-60054-5.